# Jan Marek
Jan Marek (Jindřichův Hradec, 31 dicembre 1979 – Jaroslavl', 7 settembre 2011) è stato un hockeista su ghiaccio ceco, scomparso nell'incidente aereo che ha coinvolto la Lokomotiv Jaroslavl', squadra della Kontinental Hockey League. Fu 243° scelta assoluta (ottavo giro) dei New York Rangers nell'NHL Entry Draft del 2003.

## Palmarès

### Club
- Extraliga: 1

 Sparta Praga: 2005-2006
- Superliga: 1

 Magnitogorsk: 2006-2007

### Nazionale
- Oro: 1

 Rep. Ceca: 2010
- Bronzo: 1

 Rep. Ceca: 2011

### Individuale
- Maggior numero di gol nell'Extraliga: 1

2002-2003 (32)
- Miglior Plus/minus nell'Extraliga: 1

2005-2006 (+25)
- Maggior numero di punti nell'Extraliga: 1

2005-2006 (54)
- KHL All-Star Game: 1

2008-2009
- Maggior numero di gol nella KHL: 1

2008-2009 (35)
- Maggior numero di punti per uno straniero KHL: 1

2008-2009 (71)